# BAE システムズ・ミリタリー・エア・ソリューションズ
BAE システムズ・ミリタリー・エア・ソリューションズ (BAE Systems Military Air Solutions; MAS) は、軍用機の設計、発展、製造、サポートに対して責任があるイギリスの国防産業BAE システムズのビジネス・ユニットである。ミリタリー・エア・ソリューションズは、イギリス空軍、サウジアラビア空軍、アメリカ海軍、インド空軍など様々なカスタマーがある。

## 歴史

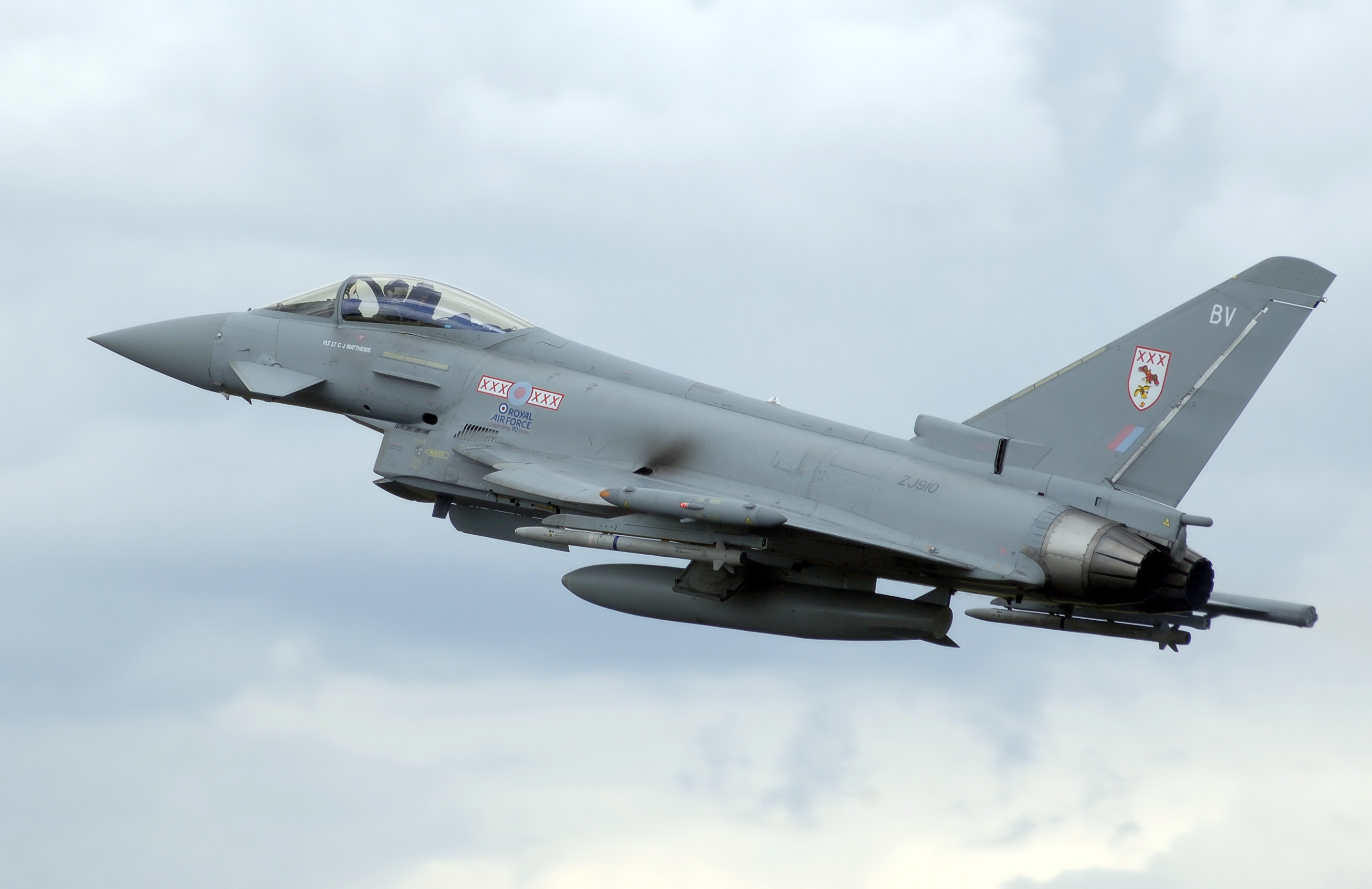
タイフーン F.2

ミリタリー・エア・ソリューションズは、エア・システムズ (BAE Systems Air Systems) とCS&S MASSのビジネス部門の合併により、2007年1月1日に創設された。これは、ミリタリー・エア・ソリューションズが幅広い製品とほぼ100年の航空産業史を含む拠点を管理しているということであり、かつてのイングリッシュ・エレクトリック、ブリティッシュエアクラフトコーポレーション、アブロ、ブラックバーン・エアクラフト、ホーカー・シドレー、ブリストル・エアロプレーンが管理下にある。
ミリタリー・エア・ソリューションズの先輩にあたる、これらの企業では、イングリッシュ・エレクトリック ライトニング、イングリッシュ・エレクトリック キャンベラ、ホーカー ハンター、ブラックバーン バッカニア、計画中止になったBAC TSR-2などイギリス国外にも知られている軍用機が設計、製造されていた。
現在は、イギリス空軍向けに戦闘機ユーロファイターやトーネードの生産とハリアーやニムロッドのアップグレードを行っている。また、AS&FCプログラムの一環で無人偵察機の開発も行われている。

## 拠点
ウォートン・エアロドローム, ランカシャー (Warton Aerodrome)
ウォートンにはミリタリー・エア・ソリューションズの本社が併設されている飛行場と工場がある。工場の主要組み立て工場でユーロファイター、ホークの構成とハリアーやトーネードのアップグレードがなされる。また、主要テスト施設と営業オフィスが所在する。
サムレスバリー・エアロドローム, ランカシャー (Samlesbury Aerodrome)
ブラックバーン・ウィズ・ダーウェンにあるサムレスバリーには、ユーロファイターの機体前部とT-45 ゴスホークの製造工場があり、BAE製F-35(F-35B) ライトニングIIの関係の製造もなされる。他にもエアバスの下請けを行うセクションもある。
ミリタリー・エア・ソリューションズの拠点でサムレスバリーは飛行場を使用しておらず、1980年代からランカシャー警察やイギリス空軍によって使われている。
ブロー, ヨークシャー
キングストン・アポン・ハル近くにあるブローでは、ホークの生産と組み立てが行われ、それらはウォートンに送られる。一時、飛行場の利用は休止されていたが、2008年1月にホーク 128が再開後初の離陸を行った。
ウッドフォード, チェシャー
マンチェスター近くにあるウッドフォードでは、ニムロッドのMRA.4規格への改装を行っている。
チャダートン, ランカシャー
オールダム近くのチャダートンは以前アブロの製造工場であったが、現在はミリタリー・エア・ソリューションズの大規模なオフィスとなっている。
他にもイギリス空軍のカーニングスビー空軍基地、マーハム空軍基地にも拠点がある。

## 製品
- ユーロファイター タイフーン
- パナヴィア トーネード GR.4/F.3
- ハリアー GR.9/T.12
- BAE ニムロッド
- BAE ホーク
- T-45 ゴスホーク
- BAE タラニス
- BAE HERTI